# Sociologie du numérique
La sociologie du numérique (en anglais digital sociology) est une sous-discipline de la sociologie qui se concentre sur la compréhension de l'utilisation d'outils numériques (Internet, informatique, réseaux, médias) et de la façon dont ces différentes techniques façonnent le comportement humain, les relations sociales et le concept de soi. La sociologie d'Internet en est une sous-discipline. 
La sociologie numérique concerne quant à elle l'importation des méthodes numériques en sociologie. Elle est également traduite en anglais par digital sociology.  
Le premier article scientifique à avoir le terme « digital sociology » dans le titre est paru en 2009. L'auteur y traitait de la manière dont les techniques numériques peuvent influencer à la fois la recherche sociologique et l'enseignement. Ce n'est qu'en 2013 que le premier livre purement académique abordant le sujet de la « sociologie numérique » a été publié. Le premier livre à auteur unique intitulé Digital Sociology a été publié en 2015 et la première conférence universitaire sur la « Digital Sociology » s'est tenue à New York la même année. Dans la recherche sociologique francophone, un manuel de « Sociologie du numérique » est publié en 2016. 
La sociologie numérique diffère de la sociologie d'Internet ou de la sociologie des communautés virtuelles en ce qu'elle est plus large dans sa portée, abordant non seulement Internet ou la cyberculture mais également l'impact des autres médias et appareils numériques qui ont émergé depuis la fin du XXe siècle. La « sociologie numérique » est liée à d'autres sous-disciplines telles que les humanités numériques et l'anthropologie numérique. 

## Domaines de recherche
Lupton (2012) a identifié quatre aspects de la sociologie numérique : 
1. Pratique numérique professionnelle : utiliser les outils des médias numériques à des fins professionnelles: créer des réseaux, construire un profil électronique, faire connaître et partager la recherche et instruire les étudiants.
2. Analyses sociologiques de l'utilisation numérique : recherche des façons dont l'utilisation d'outils numériques configure le concept de soi et leurs relations sociales
3. Analyse des données numériques (sociologie du numérique) : utiliser des données numériques pour la recherche sociale, qu'elles soient quantitatives ou qualitatives.
4. Sociologie numérique critique : entreprendre une analyse réflexive et critique des outils numériques éclairée par la théorie sociale et culturelle.